# ПИДЕ
ПИДЕ (порт. Polícia Internacional e de Defesa do Estado; PIDE), Международная полиция защиты государства — португальская тайная полиция и спецслужба периода Нового государства, основной инструмент политического сыска и репрессий правоавторитарного режима Антониу Салазара и Марселу Каэтану. Занималась подавлением политической оппозиции, участвовала в колониальной войне, организовала несколько политических убийств. Ликвидирована Португальской революцией гвоздик 1974 года. Формально название ПИДЕ относится только к организации, существовавшей с 1945 по 1969 год, но под этой аббревиатурой обычно подразумеваются все органы тайной полиции режима Салазара—Каэтану — PVDE, PIDE, DGS.

## Предыстория

### Монархия
В Королевстве Португалия политический сыск находился в ведении «обычной» полицейской службы и не выделялся в особую структуру. Лишь в 1893 году указом короля Карлуша I в составе Гражданской полиции (Polícia Civil) Лиссабона была создана Полиция судебных и профилактических расследований (Polícia de Investigação Judiciária e Preventiva). В его задачи входили судебное следствие и сбор информации, касающейся государственной безопасности.

### Республика
В 1918 году, в Первой республике при Сидониу Паише, Профилактическая полиция (Polícia Preventiva) была отделена от судебного следствия, но оставлена в системе Гражданской полиции. Создавалась также Эмиграционная полиция (Polícia de Emigração) для наблюдения за въезжающими в Португалию.
7 апреля 1919 года Профилактическая полиция была переименована в Полицию государственной безопасности (Polícia de Segurança do Estado), 4 февраля 1922 — в Полицию социальной защиты (Polícia de Defesa Social), 21 октября 1922 — в Профилактическую полицию государственной безопасности (Polícia Preventiva e de Segurança do Estado). Служба оставалась подразделением Гражданской полиции, но подчинялась не МВД, а губернатору Лиссабона. Во главе столичной полиции стоял Жуан Мария Феррейра ду Амарал, под руководством которого был осуществлён разгром ультралевого Красного легиона.

### Диктатура
Военный переворот 1926 года установил режим национальной диктатуры. Резко возросло значение репрессивного аппарата. Началась интенсивная отстройка новых карательных органов, в том числе тайной политической полиции.
Первоначально Профилактическая полиция государственной безопасности была упразднена как орган свергнутого республиканского режима, функции переданы в Полицию уголовных расследований (Polícia de Investigação Criminal). Однако диктатура повышала значение политического сыска. Уже 16 декабря 1926 была учреждена Информационная полиция Лиссабона (Polícia de Informações de Lisboa), 26 марта 1927 — Информационная полиция Порту (Polícia de Informações do Porto), 17 марта 1928 две структуры были объединены в Информационную полицию (Polícia de Informações) в системе МВД. С 1928 года в структуре Информационной полиции было создано подразделение Португальской международной полиции (Polícia Internacional Portuguesa) для охраны границ и контроля над иностранцами в Португалии и португальских колониях.
3 июня 1931, в порядке централизации охранных служб, Информационная полиция была упразднена с передачей функций Полиции общественной безопасности (Polícia de Segurança Pública). Но одновременно из Международной полиции была выделена Секция политического и социального надзора (Secção de Vigilância Política e Social) — прямой предшественник ПИДЕ.
Структурирование португальского политического сыска ускорилось с приходом на пост премьер-министра Антониу Салазара. 23 января 1933 Секция политического и социального надзора была преобразована в самостоятельную Полицию политической и социальной защиты (Polícia de Defesa Política e Social). Во главе этой структуры стоял судья Родригу Виейра ди Каштру.

## Создание и оргструктура
29 августа 1933 — после принятия Конституции Нового государства — Полиция социальной и политической защиты была объединена с Португальской международной полицией в Полицию надзора и защиты государства (Polícia de Vigilância e Defesa do Estado, PVDE) — первый формат ПИДЕ. 22 октября 1945 PVDE была переименована в Международную полицию защиты государства (Polícia Internacional e de Defesa do Estado, PIDE) с расширением полномочий. 24 ноября 1969 PIDE получила название Генеральный директорат безопасности (Direção-Geral de Segurança, DGS).
Директором PVDE был назначен капитан Агоштинью Лоренсу, ранее начальник полиции Лиссабона и начальник Португальской международной полиции. Его заместителем стал лейтенант Жозе Эрнешту Катела. Эти два деятеля считаются основателями репрессивного аппарата салазаризма. Первый руководящий состав комплектовался в основном из армейских офицеров запаса.
Структура PVDE включала отделы политической и социальной защиты, безопасности, международный и организационный. Новый орган отделялся от других полицейских служб и подчинялся непосредственно правительству. Формально существовало подчинение МВД (по линии социально-политического контроля в метрополии) и Министерству заморских дел (по линии контроля за положением в колониях). Реально тайная полиция замыкалась лично на премьера Салазара. Его встречи с директором PVDE (в дальнейшем PIDE) проводились не реже раза в неделю. Решения принимались на основе указаний Салазара с учётом рапортов ПИДЕ.
К 1945 году сформировалась следующая структура португальской тайной полиции. Во главе ПИДЕ стоял директор, формально подчинённый МВД, реально подотчётный премьер-министру. Директор ПИДЕ возглавлял совет старших инспекторов. Низовым звеном ПИДЕ являлись агенты, средним звеном — инспекторы и помощники инспекторов. Функционировал секретариат ПИДЕ, Центральная служба расследований и отдел учёта. Особые управления действовали в Лиссабоне и Порту. Была сформирована разветвлённая система информаторов.
С 1954 года расширение деятельности ПИДЕ в колониях отразилось введением двойного подчинения — МВД и Министерству заморских дел. Первое министерство отвечало за деятельность ПИДЕ в европейской Португалии, второе — в африканских и азиатских колониях. Была проведена структурная реорганизация ПИДЕ: при директоре сформирован Совет полиции, учреждены центральные службы — административная, судебно-правовая, информационная. Упорядочена система местных управлений и отделов, стационарных надзорных постов и наблюдений на пограничных пунктах.
Штаб-квартира ПИДЕ находилась в Лиссабоне на улице Антониу Мария Кардозу, дом 22.

## Кадровый состав
По состоянию на 1968 год штатная численность сотрудников ПИДЕ — инспекторов и агентов — составляла 3202 человека, из них 1187 в европейской Португалии, 2015 в колониях (в 1954 году в ПИДЕ работало 755 офицеров). Количество осведомителей — bufos — в точности неизвестно, но предполагается примерно на порядок большим. Агентура была не очень многочисленной, но действовала эффективно.
При наборе штатных сотрудников предпочтение отдавалось выходцам из социальных низов: крестьянам (самый большой социальный контингент, почти половина состава), мелким ремесленникам и торговцам, промышленным рабочим низкой квалификации. Желательно было прохождение военной службы и рекомендация командира части. До 70 % сотрудников имели только начальное образование. Высшее образование — полицейское, военное, юридическое, экономическое — имели только 1 % сотрудников, но они занимали руководящие должности. Представители маргинальных слоёв и криминалитета были в ПИДЕ единичными исключениями, но таким агентам поручались задания особой важности и конфиденциальности.
Значительное большинство сотрудников представляли Север Португалии — регион преобладания мелкособственнических хозяйств, консервативного крестьянства и мещанства, с большим влиянием католической церкви. Для сотрудников ПИДЕ, особенно рядовых выходцев из деревни и городских низов, была характерна идеологическая преданность Антониу Салазару, распространяемая на его режим.

С ранней юности я стал салазаристом. Наверное, потому, что Салазар, как и я, был выходцем из скромной провинциальной семьи и стал величайшим государственным деятелем своего века. Приняв страну после двух десятилетий позора, он в тиши своего кабинета сбалансировал финансы, восстановил общественный порядок, поднял международный престиж, невредимой провёл страну сквозь Вторую мировую войну. Он сохранил Португалию. Для меня Салазар воедино спаялся с режимом и с Отечеством.

Абилиу Пиреш, инспектор ПИДЕ в 1965—1974

Штат ПИДЕ являлся закрытым сообществом. Практиковались браки между детьми агентов, совместные отпуска и иное времяпрепровождение. Важную роль играла мировоззренческая мотивация: многие агенты искренне верили в свою борьбу с силами зла — коммунизмом, либерализмом, левым национализмом «Третьего мира».
Главными мотивами осведомителей ПИДЕ, по последующим оценкам, являлись денежные выплаты (особенно в социальных низах) и психологические комплексы (особенно среди женщин и молодёжи, вплоть до мести за соседские обиды и неразделённую любовь).
В 1960-х по инициативе начальника информационной службы ПИДЕ Алвару Перейра ди Карвалью был введён институт тайных кураторов ПИДЕ на промышленных предприятиях. Содержались они за счёт администрации и владельцев. Перейра ди Карвалью прилагал серьёзные усилия к повышению уровня технической оснащённости ПИДЕ.
По некоторым оценкам, ПИДЕ являлась одной из самых эффективных спецслужб мира. При ограниченных ресурсах тайная полиция салазаровского режима в целом контролировала ситуацию в Португалии и её колониях.

## Сыск и репрессии
В задачи тайной полиции входил политический сыск, подавление оппозиции, обеспечение контроля за социальной и политической лояльностью общества государству. Главными противниками являлись
- в период 1933—1939 — анархисты, национал-синдикалисты, оппозиционные монархисты
- в период 1939—1961 — Португальская компартия (ПКП), левые республиканцы
- в период 1961—1974 — ПКП, общедемократическая и военная оппозиция, антиколониальные движения (МПЛА, ФНЛА, УНИТА, ФРЕЛИМО, ПАИГК)

Технология подавления основывалась на выборочных репрессиях, без массового террора и показательных акций. Розыск производился по результатам опроса информаторов и тайного наблюдения. При сопротивлении сотрудники получали санкцию стрелять на поражение. ПИДЕ имела право бессудных арестов и назначения произвольных сроков заключения.
Информационная служба ПИДЕ широко практиковала вскрытие почтовой корреспонденции и прослушивание телефонных переговоров. Для этой цели закупалась передовая по тем временам французская спецтехника. В ведении ПИДЕ находилась также цензура СМИ.
Официально инструкции не поощряли физические пытки. Следователи предпочитали такие методы, как психологическое давление, изматывающую и деморализующую изоляцию, лишение сна или estátua — «статуя», длительное неподвижное стояние перед стеной с написанными вопросами. Однако инспекторы и рядовые агенты учиняли жестокие избиения арестованных. Международный скандал вызвало случайное обнаружение этого факта, когда допрашиваемый коммунист был выброшен из окна офиса ПИДЕ на глазах проходившей по улице жены бразильского посла. Крайне тяжёлыми были условия содержания в тюрьмах ПИДЕ Пениши и Кашиас и особенно в концлагере Таррафал на Островах Зелёного Мыса, где содержались наиболее твёрдые противники режима, признанные особо опасными. За годы «Нового государства» в Таррафале погибли более 30 заключённых — при том, что смертная казнь в Португалии отменена ещё в 1867 году.
Максимальные всплески репрессий пришлись на периоды 1946—1954, 1958—1959, 1961—1964 и 1973 годов. Общая численность репрессированных ПИДЕ составила за 1945—1974 годы 12—15 тысяч человек (при этом лишь 400 арестов признавались политическими). Большинство из них не были отданы под суд, но провели до шести месяцев в предварительном заключении. Примерно 23 % оправданы, амнистированы, оштрафованы или подвергнуты административным взысканиям. Около 20 % приговорены к тюремному заключению сроком до 1 года 6 месяцев, 5,5 % — до 2 лет, 4 % — до 3 лет. Приговоры к длительным срокам были нечастым явлением. Оно не затрагивало людей, в принципе далёких от политики и попавших под репрессии с известной долей случайности. В этом также состояла сознательная тактика: по возможности ограничиваться наводящими страх жёсткими предупреждениями — без реальных наказаний, побуждающих к мести.
Многолетнему тюремному заключению подвергались убеждённые и активные противники режима, видные оппозиционеры, как правило, руководящие деятели ПКП. Мануэл Родригеш да Силва отбыл в общей сложности 23 года, Жуан Валентин — 22 года, Жозе Витариану — 17 лет, Мануэл Гуедеш — 16 лет, Алвару Куньял — 11 лет, Октавиу Пату — 9 лет. При этом ПИДЕ имела полномочия произвольно продлевать сроки во внесудебном порядке.
Более 60 % репрессированных, подобно большинству сотрудников ПИДЕ, принадлежали к социальным низам, но среди них преобладали не крестьяне-фермеры Севера, а батраки южных регионов Алентежу и Алгарве, рабочие Центрального региона, особенно Лиссабона и Ковильяна. Около 20 % были торговцами и ремесленниками, 11 % — студентами, лицами свободных профессий и даже представителями правящих классов.
Опыт гестапо
Режим Салазар установил отношения с гестапо и пригласил высокопоставленного эсэсовца Йозефа Крамера, коменданта концентрационных лагерей Нацвейлер-Штрутгоф, Аушвиц II/Биркенау и Берген-Бельзен, провести специальный курс по пыткам. При этом Салазар отвергал некоторые нацистские методы, предпочитая пытки бессонницей или водой.

## История

### PVDE (1933—1945)
В первые годы «Нового государства» основными объектами ПИДЕ являлись ультралевые и ультраправые группировки, пытавшиеся свергнуть режим Салазара путём вооружённого восстания или военного заговора. Противниками слева выступали прежде всего анархисты, социалисты и коммунисты, справа — Движение национал-синдикалистов, монархисты, крайние интегралисты. Опасным противником властей считали правые радикалы — португальские фашисты Франсишку Ролана Прету, который находился в особой разработке PVDE.
Были подавлены вооружённые выступления 1934 (анархисты и коммунисты) и 1935 (национал-синдикалисты). В июле 1937 года ликвидирована подпольная анархо-коммунистическая группа, совершившая безуспешное покушение на Салазара. Нейтрализована антиправительственная организация Ролана Прету. Именно в это время — 1936 — был создан концлагерь Таррафал. В 1942 в Таррафале умер заключённый генеральный секретарь ПКП Бенту Гонсалвиш.
К концу 1930-х анархистское, монархическое и национал-синдикалистское подполье было в целом подавлено. На первый план в карательной политике режима вышел антикоммунизм. Этому способствовала также гражданская война в Испании, союз с франкистами, сближение с Третьим рейхом и итальянским фашизмом. PVDE установила контакты с гестапо, принимало консультантов из Германии и Италии. Так, в 1934 году агенты гестапо помогали реорганизовать спецслужбы режима.
В период Второй мировой войны Лиссабон, как столица нейтрального государства, был одним из центров разведывательной деятельности с разных сторон. Некоторые источники называют Лиссабон тех времён «столицей шпионажа». При этом PVDE занимала нейтральную позицию по отношению к деятельности иностранных разведок на территории Португалии — при условии их невмешательства во внутренние дела страны. Директор Агоштинью Лоренсу вёл сложные оперативные игры одновременно с представителями гитлеровской «Оси» и Антигитлеровской коалиции.

#### Отношения PVDE с британской разведкой
Во время Второй мировой войны у PVDE были многочисленные контакты как с MI5, так и с MI6. Несмотря на несколько инцидентов и некоторые специфические действия против союзников, PVDE в целом в своей полицейской деятельности несколько способствовало интересам союзников, особенно секретным интересам британской разведки. В некоторой степени PVDE находился под влиянием различных немецких агентов, которые в период 1939–45 годов внедрились в PVDE, но британская MI6 и военно-морская разведка в большей степени проникли в PVDE и после 1941 года получили со стороны PVDE некоторую «поддержку».
В пяти секретных разведывательных операциях PVDE больше сотрудничал с союзниками, чем со странами «Оси»: 
- британское проникновение и нейтрализация немецкой шпионской организации на набережной в 1940–42 годах;
- наблюдение за герцогом и герцогиней Виндзорскими во время их кратковременного пребывания в Лиссабоне в июле-августе 1940 года;
- поддержка британцев и американцев в оказании помощи военнослужащим союзников, которые скрывались или сбитым летчикам, пролетавших через Португалию;
- обнаружение весной 1943 года и уничтожение шпионской сети стран «Оси», «дело лондонских писем»;
- и, наконец, арест и заключение в Португалии с июня 1943 по июнь 1945 года различных ведущих немецких агентов и должностных лиц, 17 из которых были доставлены под юрисдикцию союзников и отправлены в оккупированную Германию для допроса в рамках подготовки к Нюрнбергскому процессу[28].

Если до 1942 года PVDE был менее склонен к сотрудничеству, то к концу года, когда положение союзников на фронте стало меняться, офицеры британской разведки, которые обращались к PVDE за поддержкой, получали   то, что хотели, включая доступ к записям, визам и паспортам.
В одном эпизоде 1942 года, в разгаре тайной войны, в которой PVDE выступал в качестве заинтересованной нейтральной судьи, интересы Германии, казалось, временно превалировали. С декабря 1941 года по апрель 1942 года PVDE выявило и арестовало или депортировало более сотни секретных агентов из шпионской сети, управляемой британцами. Агентурная сеть была сформирована местным представителем британского УСО под дипломатическим прикрытием, который намеревался создать секретную организацию сопротивления португальцев в случае немецкого вторжения.
После ареста нескольких португальских агентов, распространявших про-союзническую пропаганду в Порту и Лиссабоне, PVDE произвела около 75 арестов, и попросило четырех секретных агентов союзников, включая представителя УСО, покинуть Португалию. Немецкие записи показывают, что PVDE проинформировал офицеров секретной разведки и дипломатии Германии в Лиссабоне о сути этой операции и ее нейтрализации.

### PIDE (1945—1969)

#### Изменение обстановки
Послевоенный период был отмечен ограниченной либерализацией «Нового государства». В частности, проводились символические замены названий, ассоциируемых с временами дружественных отношений с государствами «Оси». На этой волне PVDE была переименована в PIDE. Сыскные методики гестапо сменились британской «моделью Скотланд-Ярда». Над тайной полицией был установлен формальный надзор министерства юстиции. Но при этом в кадрах ПИДЕ не проводилось никаких заметных изменений, а прерогативы были даже расширены.
Оппозиция также изменила методы — вместо вооружённой борьбы ставка была сделана на создание широких коалиций. Расчёт заключался в том, чтобы воспользоваться тактической либерализацией и отстранить режим от власти на выборах. Наиболее организованной из оппозиционных структур являлась ПКП, которая вела подпольную пропаганду, содействовала легальным оппозиционерам и осуществляла диверсии, не связанные с гибелью людей.

#### Борьба против компартии
В этих условиях ПИДЕ сосредоточилась на борьбе с ПКП. Данное направление курировали инспекторы Фернанду Говейя и Жозе Гонсалвиш. По словам инспектора Говейя, в 1945 году полиция обнаружила, что по северному региону страны реорганизованный Центральный комитет сумел установить связь с подпольной организацией старой коммунистической партии, ослабленной после «бедствий» конца 1930-х. В компартию удалось внедрить осведомителей. Постоянное отслеживание коммунистических активистов вели специальные «уличные бригады», наделённые правом силового задержания и применения оружия.
В конце марта 1949 года были арестованы лидеры компартии во главе с Алвару Куньялом, что нанесло серьезный удар по Коммунистической партии. При этом Куньял подвергался жесточайшим избиениям, Октавиу Пату — длительной «статуе», применялись пытки и к другим руководителям ПКП, в том числе Карлушу Бриту. Несколько коммунистических активистов были убиты при разных обстоятельствах — Алфреду Диниш в 1945, Антониу Жозе Патулейя в 1947, Милитан Рибейру и Жозе Морейра в 1950, Раул Алвиш в 1958, Жозе Диаш Коэлью в 1961.
Однако ПИДЕ не смогла предотвратить ряд побегов заключённых. В 1954 году в Лиссабоне бежал коммунист Антониу Диаш Лоренсу (ему удалось прыгнуть с тюремной стены и добраться вплавь до сочувствующих рыбаков), в Порту — Педру Соареш и Жуакин Гомеш душ Сантуш (по тюремной крыше). В 1969 году в Порту сумел бежать леворадикал Эрминиу да Палма Инасиу. Коммунист Франсишку Мигел Дуарте совершил четыре побега, причём в 1961 году его группа захватила бронемашину, подаренную Салазару Гитлером. Самый резонансный побег был совершён в 1960 — из бетонного спецблока тюрьмы-крепости Пениши бежали десять коммунистических руководителей во главе с Куньялом (одиннадцатым был распропагандированный тюремный часовой, оказавший необходимую помощь). Это нанесло сильный удар по престижу ПИДЕ.
26 ноября 1965 года боевики-маоисты из организаций Португальский марксистско-ленинский комитет и Фронт народного действия нанесли контрудар — убили осведомителя ПИДЕ Мариу Матеуша, внедрённого в ПКП. Эта акция была быстро раскрыта, активисты Жуан Руи д’Эспиней и Франсишку Мартинш Родригеш арестованы и приговорены к длительному тюремному заключению.

#### Осложнение ситуации
Серьёзным испытанием для режима стали президентские выборы 1958 года. Кандидат объединённой оппозиции (от ультраправых до коммунистов) генерал Умберту Делгаду даже по крайне сомнительным официальным данным получил около четверти голосов. Это побудило ПИДЕ активизировать агентурную работу, цензуру и выборочные репрессии против всех оппозиционных групп, включая формально не запрещённые.
В 1961 году началась колониальная война Португалии. Это создало для ПИДЕ новый напряжённый фронт. Было создано спецподразделение «Стрелы» из лояльных африканцев под командованием помощника инспектора ПИДЕ Ошкара ди Каштру Кардозу — для проведения боевых спецопераций и оперативных мероприятий. Они активно участвовали на стороне Португалии в ангольской войне, менее интенсивно в мозамбикской. Активно внедрялась и вербовалась агентура в антиколониальных движениях МПЛА, ФНЛА, УНИТА (Ангола), ФРЕЛИМО (Мозамбик), ПАИГК (Гвинея, Острова Зелёного Мыса). В 1969 году был убит основатель ФРЕЛИМО Эдуарду Мондлане. В колониях и в метрополии усилились репрессии.

#### Ротация директоров
Несколько раз в ПИДЕ происходила смена руководства. В 1954 году оставил должность директора Агоштинью Лоренсу. Его сменил капитан Антониу Невиш Граса, в целом продолжавший прежний функциональный курс. Период руководства Невиш Граса был отмечен установлением контактов и несколькими эпизодами оперативного сотрудничества ПИДЕ с ЦРУ США (в том числе разведывательными рейдами ПИДЕ в советские порты Рига и Туапсе).
В 1960 году, после побега коммунистов из Пениши, Невиш Граса подал в отставку. Директором был назначен армейский офицер Омеру ди Матуш, который выступал за деполитизацию спецслужбы, превращение ПИДЕ в орган сбора и обработки информации, без оперативных функций. Такой подход не был поддержан Салазаром.
В 1962 году директором ПИДЕ стал ультраправый активист Фернанду Силва Паиш.

#### Идеологический крен
Назначение Силва Паиша обозначило новый этап в развитии салазаровской тайной полиции. В деятельности ПИДЕ резко возросла праворадикальная идеологическая составляющая и международная активность в контексте глобальной Холодной войны. Португальская спецслужба установила оперативно-политические связи с западноевропейскими неофашистскими организациями, включилась в систему Гладио. Лиссабонская штаб-квартира ПИДЕ превратилась в один из центров «ультраправого интернационала».
В португальской столице разместился штаб международной ультраправой антикоммунистической организации Aginter Press. Эту структуру создал Ив Герен-Серак, отставной офицер французской армии и активист OAS. Ainter Press усматривала в салазаровском режиме черты своего идеала интегрализма и традиционализма. Эта организация вступила в отношения активного сотрудничества с ПИДЕ. Главным его примером стало убийство Умберту Делгаду 13 февраля 1965 (оно произошло прежде официального учреждения Aginter Press, но с привлечением к операции тех же активистов).
Главную роль на этом направлении играл заместитель директора ПИДЕ Барбьери Кардозу — руководитель африканского направления и куратор спецопераций. Кардозу отличался особой идеологизированностью в духе правого радикализма, был полным идейным единомышленником Герен-Серака. При этом он проводил собственную линию в служебно-оперативном плане. Вопреки запрету на зачисление в штат уголовных преступников, Кардозу принял на службу в ПИДЕ грабителя и убийцу Казимиру Монтейру — посчитав его ценным оперативным кадром.
Именно Барбьери Кардозу выступил инициатором физической ликвидации генерала Делгаду как опасного оппозиционного лидера. «Операцию Осень» осуществила спецгруппа старшего инспектора Антониу Роза Казаку, причём выстрелы, повлёкшие смерть Делгаду, произвёл Казимиру Монтейру (он же считается убийцей его секретаря Аражарир ди Кампуш).
При Силва Паише ПИДЕ активнее прежнего вмешивалась в государственное управление. Тайная полиция выступала как политическая сила самого консервативного толка, выступающая против малейших признаков либерализации режима. Преследовались не только подполье, политическая оппозиция, социальные протесты. Давлению подвергались и представители «статусной фронды». Резкое недовольство ПИДЕ вызывала, к примеру, деятельность предпринимательницы-правозащитницы Сну Абекассиш и её издательства Dom Quixote. Конфисковывались тиражи, ставился вопрос о закрытии издательства. Особенно жёстко отреагировала ПИДЕ на организованный Сну Абекассиш приезд в Лиссабон советского поэта Евгения Евтушенко (под впечатлением этой поездки Евтушенко написал стихотворение Любовь по-португальски, в котором обличал салазаровское государство как «мир, где правят фашисты»).

### DGS (1969—1974)
В 1968 году Антониу Салазар был отстранён от должности премьер-министра вследствие бытовой травмы, повлёкшей инсульт. Доставлял Салазара к врачам и проводил решающие консультации Фернанду Силва Паиш. В этом в очередной раз проявилось особое положение ПИДЕ в системе «Нового государства».
Новым главой правительства стал Марселу Каэтану. Первые годы премьерства он проводил политику ограниченной символической либерализации, которая получила название Марселистская весна. Одним из таких шагов стало переименование PIDE в DGS (ДЖС) в 1969. После смерти Салазара в 1970 году Каэтану предпринял попытки формально ограничить полномочия DGS и поставить тайную полицию под правовой контроль — дабы снизить уровень протестов против цензуры, продолжающейся колониальной войны и ограничений гражданских прав. Таким образом Каэтану пытался улучшить имидж тайной полиции в глазах населения.
В 1972 году была проведена реорганизация DGS. Несколько смягчились процедуры тюремного содержания. В частности, время досудебного содержания под стражей стало засчитываться в срок заключения по приговору. Усиления контроля и реорганизация привели к смягчению методов и падению эффективности репрессий. Сторонники жёсткой салазаристской линии в полиции и Португальском легионе резко осуждали Каэтану даже за переименование PIDE, не говоря об иных мерах.
Системный кризис «Нового государства» спровоцировал последний всплеск репрессий в 1973 году. Были арестованы более 500 человек. Тогда же в ходе гвинейской войны при участии ПИДЕ было совершено убийство Амилкара Кабрала, лидера ПАИГК.

## Революция, ликвидация, подполье

### Планы упразднения
Движение капитанов, готовившее свержение режима, не сразу выработало единое отношение к ПИДЕ/ДЖС. Одни из них (например, Витор Крешпу) считали тайную полицию приоритетной целью военного удара, другие (например, Антониу ди Спинола) предпочли бы заменить руководство и использовать спецслужбу для своих целей, особенно в колониях. Верх взяла первая позиция — в программу был внесён пункт о немедленной ликвидации ПИДЕ/ДЖС. План вооружённого захвата лиссабонской штаб-квартиры готовил Отелу Сарайва ди Карвалью, однако его проект отклонил Жайме Невиш как чересчур опасный.

### Осада и штурм
25 апреля 1974 года Революция гвоздик свергла режим «Нового государства». Революционный Совет национального спасения попытался избежать вооружённого столкновения с ПИДЕ/ДЖС. Переговоры о добровольной сдаче повёл капитан морской пехоты Пиньейру ди Азеведу. На улицу Антониу Мария Кардозу прибыл отряд морских пехотинцев под командованием капитан-лейтенанта Эужениу Кавальейру. Дом 22 был взят в осаду.
Однако сотрудники ПИДЕ заняли жёсткую позицию. Они оказались единственной группой, оказавшей сопротивление Португальской революции. Около двухсот человек во главе с директором Фернанду Силва Паишем (среди них был Фернанду Говейя) с оружием в руках закрепились в своей штаб-квартире. Находившийся там же капитан ВМФ Гильерме Алпоин Калван — убеждённый салазарист, но авторитетный в вооружённых силах «герой тысячи сражений» — договорился с Кавальейру об отводе войск во избежание кровопролития.
Операция по захвату штаб-квартиры ПИДЕ/ДЖС стала развиваться спонтанно. Осаду здания возглавили капитан-лейтенант флота Луиш Кошта Коррейя и майор военной полиции Кампуш ди Андрада. К революционным войскам присоединилась уличная толпа. День прошёл в атмосфере агрессивно настроенного митинга с одной стороны и угрюмо-враждебного молчания с другой. Вечером около 20.00 начался штурм. Сотрудники ПИДЕ ответили огнём на поражение.
Погибли пять человек: четверо демонстрантов и агент ПИДЕ Антониу Лаге, пытавшийся бежать с места событий. Это были единственные жертвы событий. Более сорока человек получили ранения. Большинство убитых и раненых были в возрасте от 17 до 25 лет.
Революционные части установили контроль на штаб-квартирой тайной полиции к утру 26 апреля. Директор Силва Паиш приказал подчинённым прекратить сопротивление. Около 9.00 в его кабинет вошли Кошта Коррейя и Кампуш Андрада. Силва Паиш неожиданно заявил, что солидарен с восставшими военными. Удивлённый Кошта Коррейя спросил, почему в таком случае на стене висят портреты Салазара, Каэтану и Томаша. Силва Паиш попросил подать ему стул, взобрался на него и самолично снимал портреты с помощью других инспекторов.

### Декрет о роспуске
В тот же день революционные власти объявили о роспуске ПИДЕ—DGS. Данное решение было оформлено декретом Совета национального спасения Nº 171/74
от 25 апреля 1974 года. Этот акт ликвидировал ДЖС, Португальский легион и молодёжные организации свергнутого режима (при этом оговаривалось создание новой военно-разведывательной полиции, которая будет действовать в заморских провинциях насколько этого требует военная обстановка). Более чем сорокалетняя история ПИДЕ завершилась.
Для ликвидации тайной полиции новыми властями страны была создана специальная комиссия. Были освобождены все политзаключённые, в том числе Руи д’Эспиней и Мартинш Родригеш.

### Персональные судьбы
Начались аресты сотрудников тайной полиции. Среди арестованных оказались Силва Паиш, Перейра ди Карвалью, Говейя, Тиенза. Десятки бывших сотрудников ПИДЕ провели в тюрьме от года до полутора лет. Покончил с собой организатор убийства Амилкара Кабрала заместитель начальника отделения ПИДЕ/ДЖС в Бисау Серафим Феррейра Силва. В то же время многим инспекторам и агентам — например, Роза Казаку — удалось бежать через границу во франкистскую Испанию или уйти в подполье.
Ответственность за содержание задержанных и расследование файлов ПИДЕ нес военно-морской флот.

### Ультраправый актив
Бывшие сотрудники ПИДЕ стали одной из ударных сил ультраправого сопротивления послереволюционным властям. 6 января 1975 года Барбьери Кардозу (в апрельские дни он находился в зарубежной командировке и поэтому избежал ареста) создал в Мадриде Армию освобождения Португалии (ЭЛП). В учреждении ЭЛП участвовал Ив Герен-Серак. Костяк этой организации составили бывшие агенты ПИДЕ. Боевики ЭЛП сыграли важную роль в противостоянии Жаркого лета, организовали и осуществили десятки атак и терактов.

## Судебные процессы

### Дело об убийстве Умберту Делгаду
Следствие и суд по делу об убийстве генерала Делгаду длился с 1977 по 1981. Перед судом предстали семь человек: Фернанду Силва Паиш, Барбьери Кардозу, Алвару Перейра ди Карвалью, Антониу Роза Казаку, Эрнешту Лопеш Рамуш, Агостиньо Тиенза, Казимиру Монтейру — обвиняемые в убийстве генерала Делгаду. При этом только трое из них — Силва Паиш, Перейра ди Карвалью, Тиенза — реально находились на скамье подсудимых
. Кардозу скрывался в Испании, Роза Казаку и Лопеш Рамуш — в Бразилии, Монтейру — в ЮАР.
Обвинение рассматривало убийство Делгаду как акт государственного политического террора. Защита выдвигала другую трактовку — выполнение служебного задания соответствовавшего тогдашнему законодательству. Гибель Делгаду рассматривалась как роковое стечение обстоятельств, не содержавшееся в первоначальном плане. Суд в целом принял доводы защиты.
Силва Паиш скончался до окончания процесса. Перейра ди Карвалью был оправдан. Пятеро подсудимых признаны виновными, но не в политическом убийстве, а в той или иной форме уголовного злоупотребления властью. Монтейру приговорён к 19 годам 8 месяцам тюрьмы, Роза Казаку — к 8 годам, Кардозу — к 4 годам, Лопеш Рамуш — к 1 году 10 месяцам, Тиенза — к 1 году 2 месяцам. Реально срок отбывал только Тиенза. Монтейру умер в эмиграции. Кардозу, Роза Казаку, Лопеш Рамуш в разное время дождались амнистии. Кардозу и Роза Казаку вернулись в Португалию, Лопеш Рамуш остался в Бразилии.

### Дело об убийстве Жозе Диаша Коэлью
Процесс по делу об убийстве коммуниста-подпольщика Диаша Коэлью состоялся в 1977. Перед судом предстал агент Антониу Домингеш, совершивший выстрелы, повлёкшие смерть Диаша Коэлью. Его начальники-инспекторы Фернанду Говейя и Жозе Гонсалвиш и напарники-агенты Мануэл Лаваду и Педру Феррейра в этом убийстве не обвинялись.
Обвинение трактовало убийство как преднамеренное и политическое. Подсудимый и защита настаивали на том, что попытка задержания являлась правомерной, а гибель Диаша Коэлью произошла случайно — якобы Домингеш споткнулся во время погони, выронил пистолет и выстрелил непроизвольно. Суд посчитал преступным актом стрельбу на поражение, но посчитал недоказанным намерение Домингеша убить коммуниста (кроме того, были учтены материальные трудности обвиняемого при поступлении на службу в ПИДЕ). Домингеш был приговорён к 3 годам 9 месяцам тюремного заключения.

## Архивная документация
Документация DGS c 1990 года находятся в Национальном архиве Архив Торо до Томбо. Эти архивы могут использоваться, но имена агентов и информаторов не разглашаются.
По информации различных португальских источников — подтверждённой Олегом Калугиным и Василием Митрохиным — летом 1975 года значительный объём документации ПИДЕ с санкции Революционного совета был передан в СССР, поступил в распоряжение КГБ и использовался в ходе оперативных мероприятий советских спецслужб в Португалии.

## Память
Уход от ответственности большинства сотрудников ПИДЕ, мягкие приговоры немногим подсудимым вызывали в стране недоумение и негодование. Однако тому существует ряд объяснений. Например, участие ПИДЕ в колониальной войне рассматривается как помощь вооружённым силам, не считается преступлением и даже вызывает определённую благодарность многих ветеранов. Основная же причина — нежелание правых сил создавать в обществе морально-политическую конфронтацию на почве отношения к ПИДЕ и усиливать позиции коммунистов.
На здании бывшей штаб-квартиры ПИДЕ установлена мемориальная доска в память о революционных демонстрантах, погибших в столкновении 25 апреля 1974. Вокруг здания возник конфликт — план перестроить его в жилой комплекс натолкнулся на сопротивления сторонников устройства музея сопротивления диктатуре.
Исторические исследования португальских карательных органов содержатся в книге Ирене Пиментел O Caso da PIDE/DGS — (Случай ПИДЕ/ДЖС) и документальном телесериале A PIDE antes da PIDE (ПИДЕ до ПИДЕ, о периоде PVDE).

## Новая спецслужба
Зловещая репутация ПИДЕ привела к тому, что создание новой гражданской разведки было отложено руководством страны более чем на десятилетие. Португальские власти решились создать новую разведслужбу — SIRP — только в 1984, после захвата посольства Турции армянскими террористами в 1983 году и убийства в том же году представителя Организации освобождения Палестины на международной социалистической конференции.

## Известные руководители и сотрудники
- Агоштинью Лоренсу — первый директор ПИДЕ (1933—1954).
- Антониу Невиш Граса — директор ПИДЕ (1954—1960).
- Омеру ди Матуш — директор ПИДЕ (1960—1962).
- Фернанду Силва Паиш — последний директор ПИДЕ (1962—1974).
- Жозе Эрнешту Катела — заместитель директора ПИДЕ (1933—1954).
- Барбьери Кардозу — заместитель директора ПИДЕ (1962—1974).
- Алвару Перейра ди Карвалью — начальник информационной службы ПИДЕ.
- Антониу Роза Казаку — старший инспектор ПИДЕ, руководитель спецгруппы, совершившей убийство Умберту Делгаду.
- Фернанду Говейя — инспектор ПИДЕ, специализировавшийся на подавлении коммунистического подполья.
- Жозе Гонсалвиш — инспектор ПИДЕ, напарник Фернанду Говейя.
- Абилиу Аугушту Пиреш — инспектор ПИДЕ, куратор агентурной сети в Западной Европе.
- Ошкар ди Каштру Кардозу — заместитель инспектора ПИДЕ, командир спецподразделения «Стрелы»
- Антониу Фрагозу Алаш — инспектор ПИДЕ, начальник отделения в Бисау.
- Серафим Феррейра Силва — заместитель инспектора ПИДЕ, заместитель начальника отделения в Бисау, организатор убийства Амилкара Кабрала
- Казимиру Монтейру — агент ПИДЕ, непосредственный убийца генерала Делгаду.
- Эрнешту Лопеш Рамуш — инспектор ПИДЕ, участник убийства Делгаду.
- Агостиньо Тиенза — агент ПИДЕ, участник убийства Делгаду.
- Антониу Домингеш — агент ПИДЕ, непосредственный убийца Жозе Диаша Коэлью.